# Quantum of the Seas
Quantum of the Seas é um navio de cruzeiro classe Quantum construído para a  Royal Caribbean International, pelo estaleiro da Meyer Werft da Alemanha. O navio é o primeiro de sua classe sendo que seu navio irmão o Anthem of the Seas entrou em operação em 2015.